# 에야워디도
에야워디도(버마어: ဧရာဝတီတိုင်းဒေသကြီး 에야워디 따잉데따찌)는 에야워디강의 삼각주 지역에 있는 미얀마의 도다. 북쪽으로 버고도, 동쪽으로 얀군도, 남쪽과 서쪽으로 벵골만, 북서쪽으로 여카잉주와 접한다.
도의 인구는 650만 명이 넘어 미얀마의 도와 주 중에서 가장 많다. 에야워디도의 수도는 뻐떼인이다.

## 지리
에야워디도의 서쪽에는 여카잉산맥이고 많은 지역이 논으로서, 미얀마의 중요한 쌀 생산지로서의 위치를 점하고 있다. 또한 수많은 호수가 있으며 에야워디강에서 갈라진 많은 분류들이 흐른다.
차웅따 해변과 응웨자웅 해변은 외국인과 미얀마인들에게 인기있는 휴양지이다. 해변은 에야워디도의 서해안에 위치하며 차로 뻐떼인에서 1시간, 얀군에서 4시간 거리이다.

## 역사
에야워디도는 전통적으로 몬 왕국의 일부였다. 이 지역은 11세기에 버마족들에게 점령되었다.

## 행정 구역
5개의 군으로 구성된다. 
- 뻐떼인군
- 힌떠따군
- 먀웅먀군
- 머우빈군
- 퍄뿐군

## 경제
에야워디도는 임산품이 경제의 중요한 부분을 차지한다. 에야워디도의 주요 작물은 쌀로, '미얀마의 곡창'으로 불린다. 다른 작물로는 옥수수, 참깨, 땅콩, 해바라기, 콩, 황마가 있다. 어업 또한 중요하며 생선, 새우, 건어물, 액젓을 생산한다. 
에야워디도는 또한 잠재적인 관광지이다. 파테인에는 수많은 역사적 장소와 사원이 있다. 파테인 외곽에는 차웅타 해변과 인예 호와 같은 휴양지가 있다. 

## 교육
- 뻐떼인대학교
- 힌떠따대학교
- 머우빈대학교

## 교통
- 뻐떼인공항